# 1954-es magyar öttusabajnokság
Az 1954-es magyar öttusabajnokságot augusztus 31. és szeptember 4. között rendezték meg. A versenyzőket ezúttal első alkalommal a teljesítményükre adott pontszámok alapján értékelték. A viadalt Szondy István nyerte meg, akinek ez volt a negyedik egyéni felnőtt bajnoki címe. A csapatversenyt a Bp. Haladás nyerte.

## Eredmények

### Férfiak

#### Egyéni
| Hely | Név            | Klub               | Eredmény |
| ---- | -------------- | ------------------ | -------- |
| 1.   | Szondy István  | Bp. Fáklya         | 5142,5   |
| 2.   | Moldrich Antal | Munkaerőtartalékok | 4822,5   |
| 3.   | Bódi János     | Bp. Haladás        | 4724,0   |
| 4.   | Kovácsi Aladár | Bp. Haladás        | 4563,5   |
| 5.   | Mezei Zoltán   | Bp. Haladás        | 4524,5   |
| 6.   | Turák József   | Bp. Honvéd         | 4477,5   |
| 7.   | Tasnády Károly | Bp. Honvéd         | 4453,5   |
| 8.   | Bucskó József  | Bp. Haladás        | 4441,5   |
| 9.   | Mészáros Antal | Bp. Haladás        | 4420,5   |
| 10.  | Móra László    | Bp. Fáklya         | 4390,5   |

#### Csapat
| Hely | Név                                           | Klub        | Eredmény |
| ---- | --------------------------------------------- | ----------- | -------- |
| 1.   | Kovácsi Aladár, Bódi János, Mezei Zoltán      | Bp. Haladás | 13 496,0 |
| 2.   | Szondy István, Hegedűs István, Móra László    | Bp. Fáklya  | 13 466,5 |
| 3.   | Ferdinandy Géza, Tasnády Károly, Turák József | Bp. Honvéd  | 12 826,0 |